# Francis Ledwidge
Francis Edward Ledwidge (Slane, 19 agosto 1887 – Boezinge, 31 luglio 1917) è stato un poeta e scrittore irlandese, a volte noto come il "poeta dei merli", è stato ucciso durante la Battaglia di Passchendaele.

## Biografia

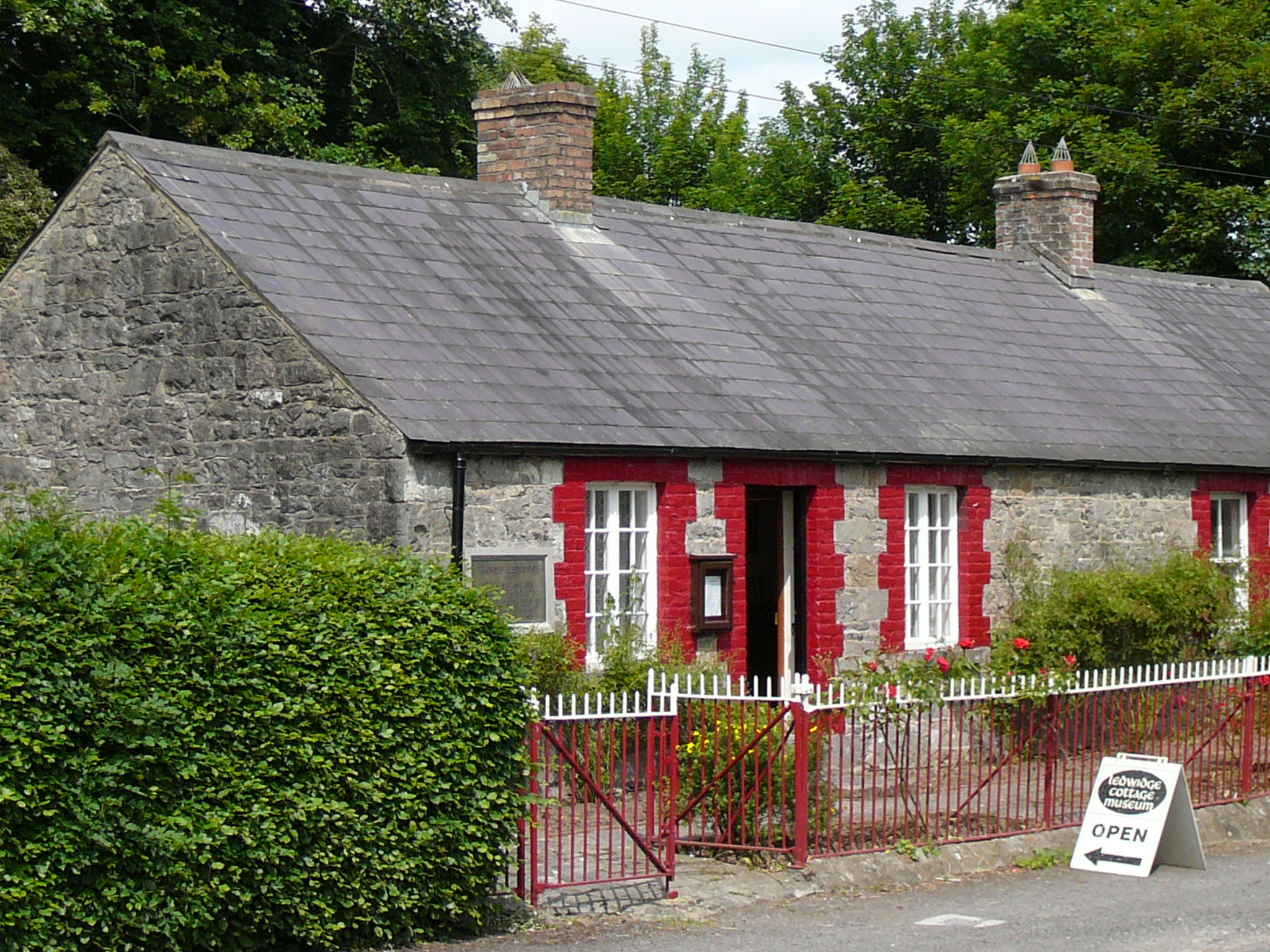
Dove Francis ha vissuto e cresciuto da giovane.

Ledwidge nacque a Janeville, Slane, in Irlanda, l'ottavo di nove figli di una famiglia povera. I suoi genitori, Patrick Ledwidge e la moglie Anne Lynch (1853-1926), vollero dare ai loro figli la migliore educazione che potevano permettersi. Ma quando Francis aveva solo quattro anni il padre Patrick morì, allora tutto il lavoro domestico ricadde sui figli e sulla moglie.
Francis lasciò la scuola nazionale all'età di tredici anni, per andare a lavorare, in un'azienda, in una miniera (fu licenziato per aver organizzato uno sciopero, e fu un attivista sindacale dal 1906) e in un ristorante. Egli era noto per i suoi rapporti con Sinn Féin.

### Carriera giovanile
Ebbe occhi marroni e un viso sensuale, Ledwidge fu un amante di poesie, da scrivere in qualunque posto. Quando ebbe quattordici già le sue opere ebbero un notevole successo, dal quale furono pubblicati in un giornale della zona, Drogheda Independent. Fu descritto come un "genio irregolare" dal suo maestro di scuola Thomas Madden. Francis si unì ben presto in una società letteraria per i giovani dove studiò storia classica, in particolare sui romanzi: Le mille e una notte, Robinson Crusoe, Don Chisciotte e le opere poetiche di Shakespeare, Keats e Longfellow.

Durante lo stage della scuola il giovane andò a lavorare a Slane Castle, sede del Marchese di Conyngham, come cameriere di un ristorante. Tuttavia, una mattina Francis, volle divertirsi un po' con il datore di lavoro, ma così peggiorò solo la situazione, facendosi licenziare.

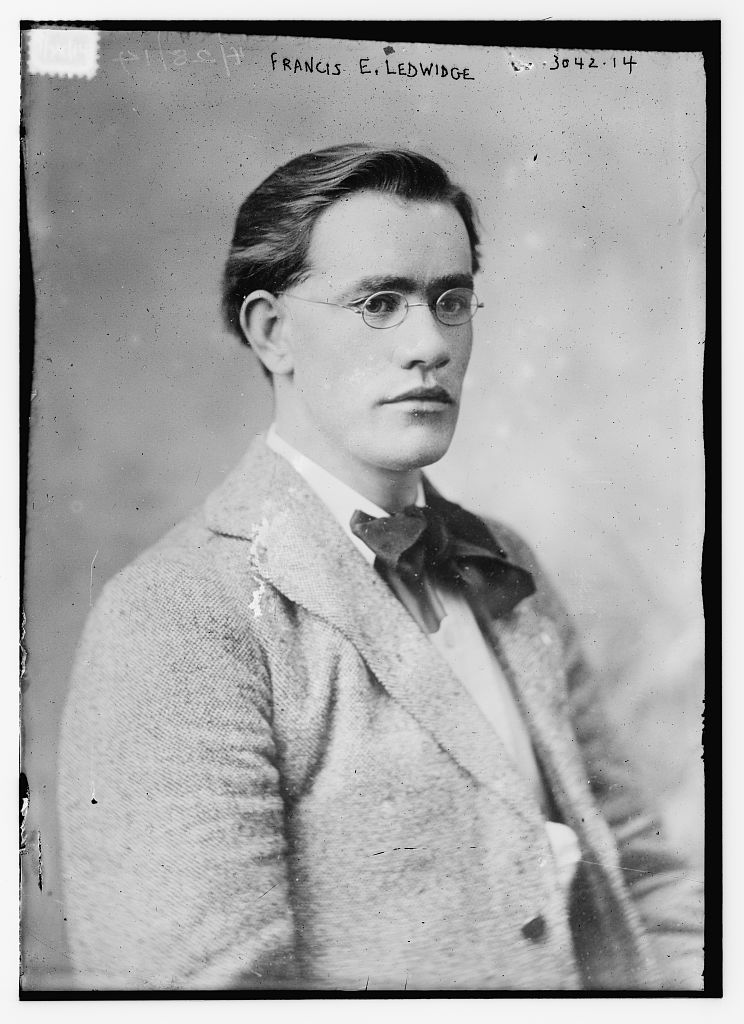
Frances E. Ledwidge circa 1914

Mentre lavorava come bracciante stradale vinse il patrocinio dello scrittore Lord Dunsany, per aver scritto una sua biografia nel 1912. Dunsany, era ben noto soprattutto nei circoli teatrali di Dublino e Londra, ed era un ottimo amico di W.B. Yeats, che trovò l'onore di presentare anche Francis.
Dunsany diede molto aiuto a Ledwidge, supportandolo con il denaro e la consulenza letteraria per alcuni anni, e fornendogli uno spazio di lavoro nella libreria di Dunsany Castle dove incontrò, anche, la scrittrice irlandese Katharine Tynan.

### Carriera da caporale
Ledwidge fu un appassionato patriota e nazionalista. Fu membro fondatore con il fratello Joseph della Slane Branch, una forza nazionalista creata in risposta all'inserimento dei volontari dell'Ulster.
Ledwidge ottenne rapidamente una promozione a caporale. Nel 1915, fu chiamato a partecipare nella Battaglia della spiaggia di Suvla nei Dardanelli, dove però subì dei gravi reumatismi. La maggior parte dell'esercito soccombette durante la Campagna di Gallipoli, ma per fortuna Ledwidge si salvò. Successivamente si fece male alla schiena in una gita in montagna in Serbia (dicembre 1915).
Ledwidge fu costernato dalla notizia della Rivolta di Pasqua; era davanti alla corte marziale e fu degradato perché lasciò dall'esercito per godere di un congedo non autorizzato con la sua famiglia e perché fu trovato ubriaco in servizio (maggio 1916). Tuttavia, riuscì a riaverla per l'ultima volta, nel gennaio 1917.
Ledwidge continuò a scrivere, quando fu possibile durante gli anni della guerra, mandando al suo amico Lord Dunsany gran parte della sua produzione.

### La morte

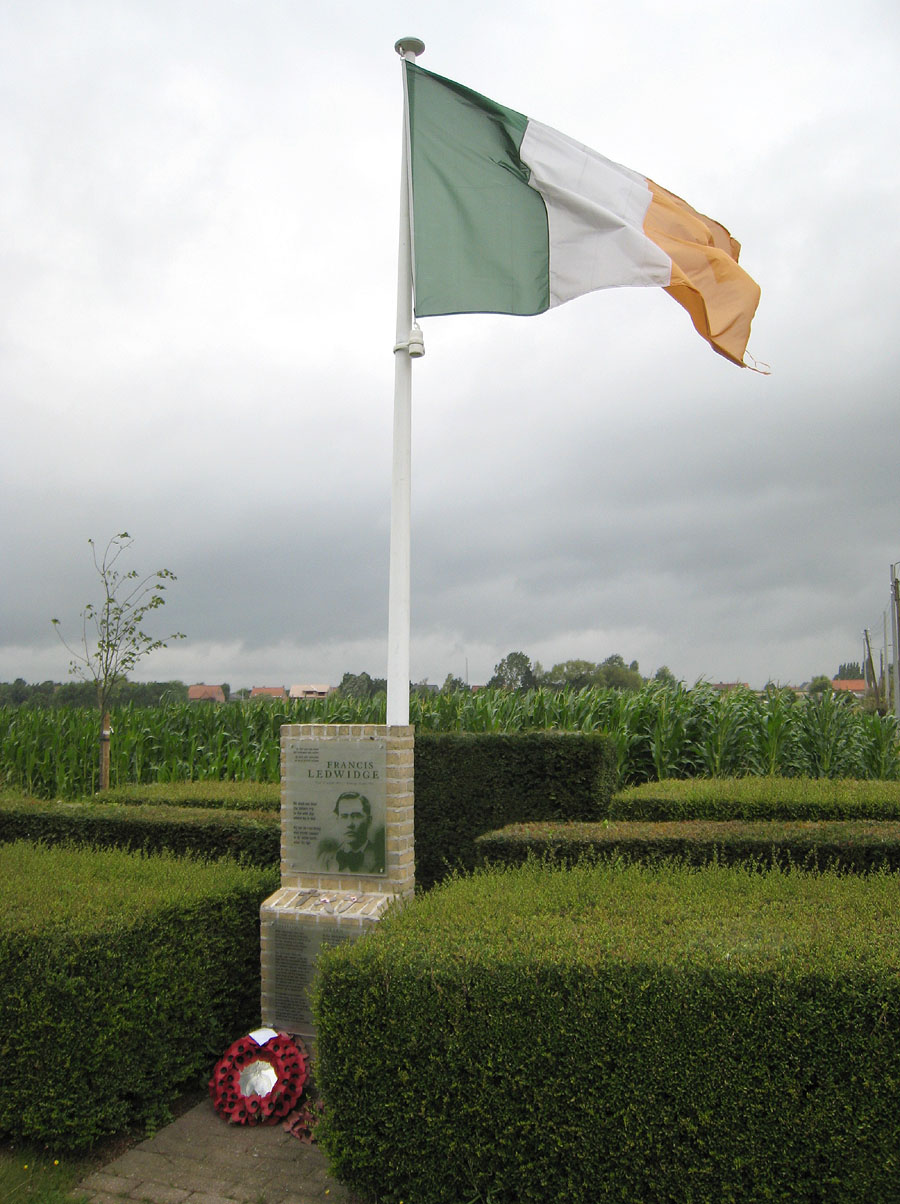
Memoriale di Francis Ledwidge sul luogo dove morì

Il 31 luglio 1917,  il 1º battaglione del Royal Inniskilling Fusiliers, di cui Frank era un membro, stavano riparando la strada di Pilkem, vicino al villaggio di Boezinghe, a nord ovest di Ypres. Nel pomeriggio di quello stesso giorno una granata esplose accanto a loro, uccidendo un ufficiale e i cinque soldati, tra cui vi era anche Ledwidge. Il cappellano della chiesa padre Deva fu tra i primi ad arrivare sulla scena.
I morti furono sepolti presso il Carrefour de Rose, e poi traslati nel cimitero militare di Boezinge, (dove è anche sepolto il poeta gallese Hedd Wyn, ucciso lo stesso giorno). Una lapide lo ricorda in un Parco della Pace a Mesen, Belgio.

## Pubblicazioni e accoglienza
Gran parte delle opere di Ledwidge furono pubblicate sui giornali e riviste irlandesi e britanniche. L'unica opera pubblicata sotto forma di libro, durante la vita di Ledwidge, era Songs of the Fields (1915), che ebbe un notevole successo.
Il critico Edward Marsh stampò tre delle sue poesie, nella serie Poesia georgiana. Il secondo volume, Songs of Peace era in fase di preparazione, ma tuttavia non fu finito a causa della sua morte, del quale però lo iniziò il suo caro Lord Dunsany.
Dopo la guerra, Dunsany scrisse un'opera su Ledwidge, Last Songs, che fu pubblicata, in tre volumi, e poi in un'antologia nel 1919.
Alcune delle poesie di Ledwidge furono messe in musica dal compositore britannico Michael Head, pubblicati nel 1920, Over the rim of the moon.

### Collezioni
- Alice Curtayne, The complete poems of Francis Ledwidge (1974), che ha anche scritto una biografia completa del poeta, tra cui alcuni opere inedite;
- Liam O'Meara,  Le poesie di Francis Ledwidge (1997), ISBN 1870491475, tra cui alcune opere inedite;
- Ulick O'Connor (introduzione di): The best of Francis Ledwidge, The Inchicore Ledwidge Society, Risposte Libri (2004), ISBN 1-901596-10-9
- Hubert Dunn, The Minstrel Boy, (2006) alcune poesie pubblicate in un volume commemorativo;
- Miriam O'Gara Kilmurry, Eire's WWI War Poet: F.E. Ledwdige. ISBN 978-1523482979.

## Opere
- Songs of the Fields (1915) testo completo su Internet Archive
- Songs of Peace (1917) testo completo su Internet Archive
- Last Songs (1918) testo completo su Internet Archive
- The complete poems of Francis Ledwidge; with introductions by Lord Dunsany (1919) testo completo su Internet Archive